# René Clément
René Clément (Bordeaux, 1913. március 18. – Monte-Carlo, 1996. március 17.) francia filmrendező, forgatókönyvíró.

## Életpályája
Építésznek készült és közben mint amatőrfilmes tevékenykedett. Tanulmányainak kényszerű félbeszakítása után hivatásos filmművész lett. 1936-ban rendezte meg első filmjét. 1943-ban Yves Allégret segédrendezője volt. Első játékfilmjével 1946-ban mutatkozott be. Az 1964-es cannes-i filmfesztivál zsűritagja volt. 1973-ban a 8. Moszkvai Nemzetközi Filmfesztivál zsűritagja volt.

## Munkássága
Forgatókönyveket írt – többek között Jacques Tati számára –, rövid dokumentumfilmeket rendezett és operatőri munkát végzett. Mint hajdani dokumentumfilmesnek, stílusát erős tárgyszerűség jellemezte. Felfogása haladó, háborúellenes volt. Jean Cocteau-val és Noël-Noëllel dolgozott együtt. Ő készítette az ellenállás egyik legmegragadóbb alkotását, a Harc a sínekért (1946) című filmet. Kitűnő, főként légkörében rendkívül hiteles Az elátkozott hajó (1947) című antifasiszta kalandfilmje. A zolai naturalizmust képileg is stílusosan tolmácsolja a Patkányfogó (1956) történetében. Gyakran élt a szatíra eszközeivel. Két alkotása (A feledés útján; 1948, Tiltott játékok; 1952) nyerte el Hollywoodban a legjobb külföldi filmnek járó Oscar-díjat.

## Filmrendezései
- Vigyázz a bal öklödre! (1936)
- Harc a sínekért (1946) (forgatókönyvíró is)
- A szép és a szörnyeteg (1946)
- Nyugodt papa (1946)
- Az elátkozott hajó (1947)
- A feledés útján (1948)
- Malapaga falai (1949)
- Üvegkastély (1950)
- Tiltott játékok (1952) (forgatókönyvíró is)
- Monsieur Ripois (1954)
- Patkányfogó (1956)
- Ragyogó napfény (1960) (forgatókönyvíró és színész is)
- Míly öröm élni (1961) (forgatókönyvíró is)
- A nap és az óra (1963) (forgatókönyvíró is)
- Macskák (1964) (forgatókönyvíró is)
- Párizs ég? (1966)
- Futó zápor (1970)
- Halálos csapda (1971) (forgatókönyvíró is)
- A gyerekfelügyelő (1975) (forgatókönyvíró is)

## Díjai
- Zsűri díja (cannes-i fesztivál) (1946) Harc a sínekért
- Zsűri díja (cannes-i fesztivál) (1954) Monsieur Ripois
- Legjobb rendezés díja (cannes-i fesztivál) (1946) Harc a sínekért
- Legjobb rendezés díja (cannes-i fesztivál) (1949) Malapaga falai
- Oscar-díj a legjobb idegen nyelvű filmnek (1950) Malapaga falai
- Oscar-díj a legjobb idegen nyelvű filmnek (1952) Tiltott játékok
- Velencei Filmfesztivál Arany Oroszlán díja (1952) Tiltott játékok
- BAFTA-díj a legjobb filmnek (1954) Tiltott játékok
- Kinema Jumpo-díj (1954) Tiltott játékok
- Kék Szalag-díj (1954) Tiltott játékok
- Bodil-díj (1954) Tiltott játékok
- Oscar-díj a legjobb idegen nyelvű filmnek (1956) Patkányfogó
- BAFTA-díj a legjobb filmnek (1957) Patkányfogó
- velencei filmfesztivál FIPRESCI-díja (1957) Patkányfogó
- Kinema Jumpo-díj (1957) Patkányfogó
- Kék Szalag-díj (1957) Patkányfogó
- Edgar Allan Poe-díj (1962)
- Tiszteletbeli César (1987)